# 위플레이 시즌2
《위플레이 시즌2》는 2020년 7월 4일부터 2020년 9월 19일까지 NQQ에서 방영된 텔레비전 프로그램이다. 위플레이의 2번째 시리즈이다.

## 방송 개요
가상현실 세계에서 갑작스럽게 펼쳐지는 대규모 스케일의 게임을 즐기며 달걀을 찾아 떠나는 액션 어드벤처 버라이어티 프로그램.

## 방송 시간
| 방송 채널 | 방송 기간                        | 방송 시간                     | 비고                                                   |
| --------- | -------------------------------- | ----------------------------- | ------------------------------------------------------ |
| NQQ       | 2020년 7월 4일 ~ 2020년 9월 19일 | 오후 7시 45분 ~ 오후 8시 55분 | Seezn에서는 별도의 채널로 해당 시간대에만 시청 가능함. |

## 출연자
- 강호동
- 이수근
- 하하
- 정혁
- 하성운
- JR

## 게스트
- 1회: 김재환
- 2회: 딘딘, 오마이걸 (유아, 승희, 아린)
- 3회: 지조, 강재준, 황제성, 슬리피
- 4회: 황제성
- 5회: 이미주 (러블리즈), 강재준, 황제성
- 6회: 신아영, 지조
- 7회: 에이프릴 (윤채경, 이나은, 양예나), 지조, 안일권
- 8회: 김종민, 이진호, 황제성
- 9회: 나태주 (K타이거즈 제로), 류지광
- 10회: 장윤주, 아이린
- 11회: 김지민, 송가인
- 12회: 황제성, 박명수, 박성광, 김재환